# Pavetta thorbeckii
Pavetta thorbeckii är en måreväxtart som beskrevs av Kurt Krause. Pavetta thorbeckii ingår i släktet Pavetta och familjen måreväxter. Inga underarter finns listade i Catalogue of Life.